# Anemone tuberosa
Anemone tuberosa är en ranunkelväxtart som beskrevs av Per Axel Rydberg. Anemone tuberosa ingår i släktet sippor, och familjen ranunkelväxter. Utöver nominatformen finns också underarten A. t. texana.

## Bildgalleri

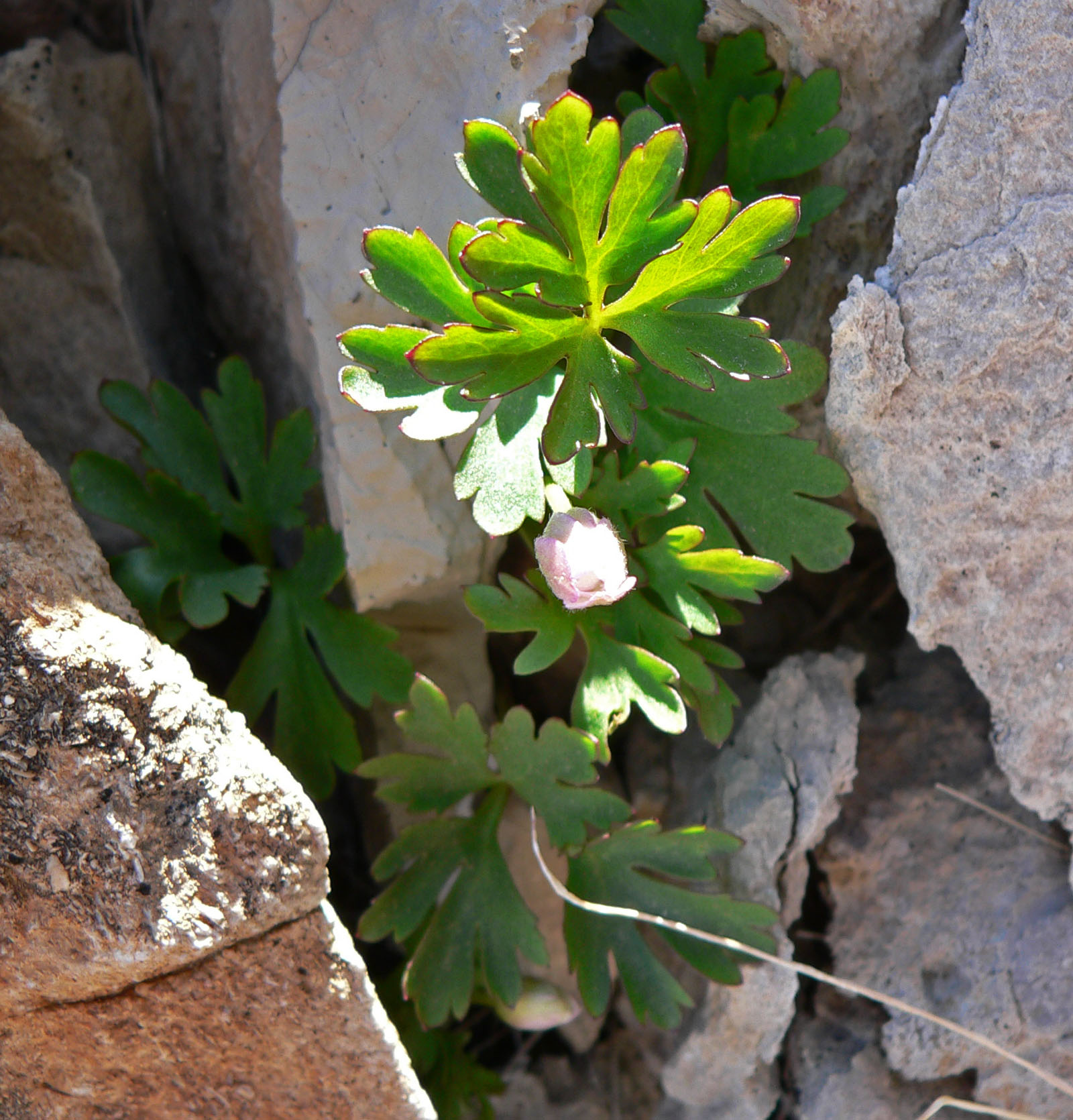
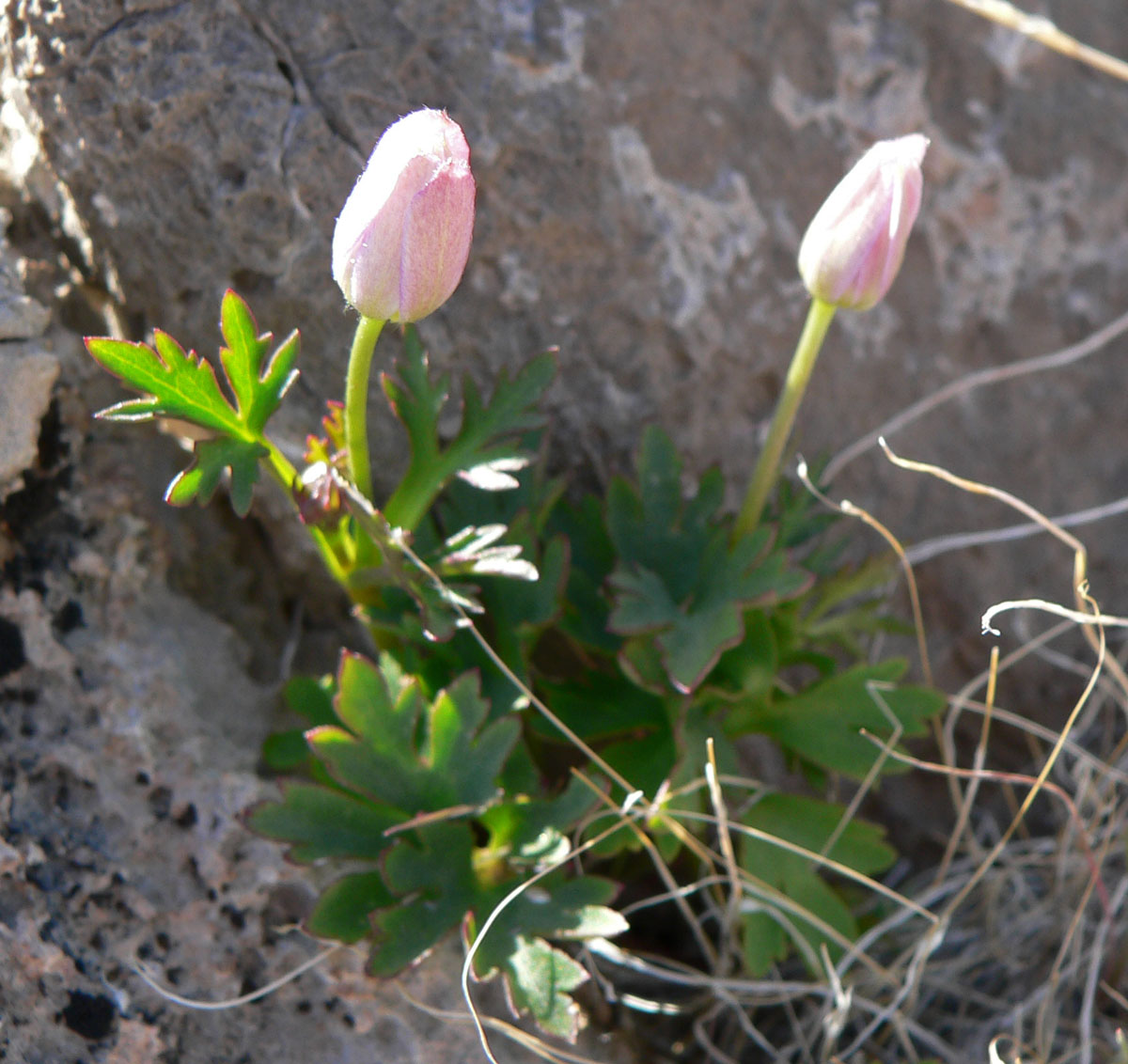
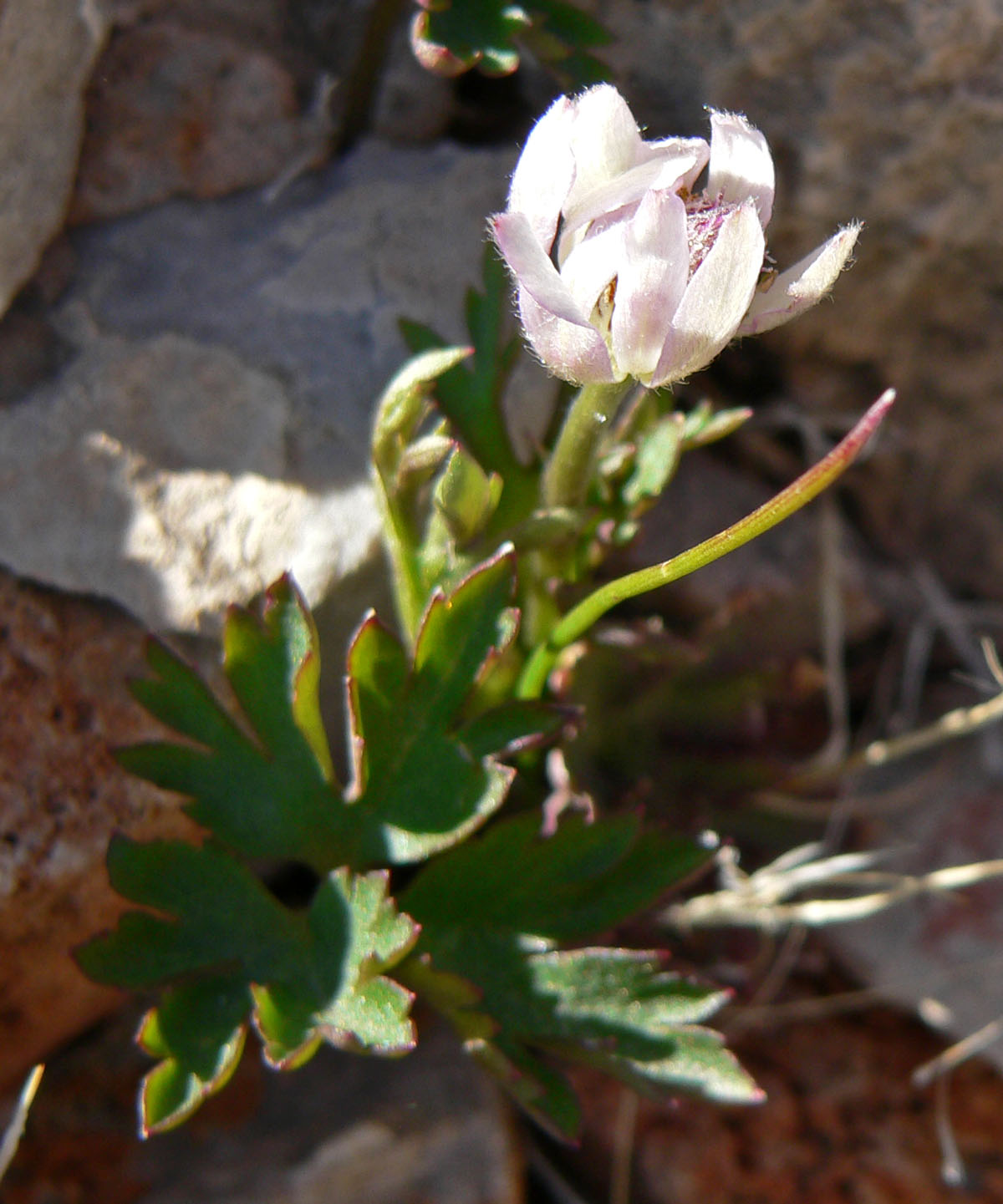
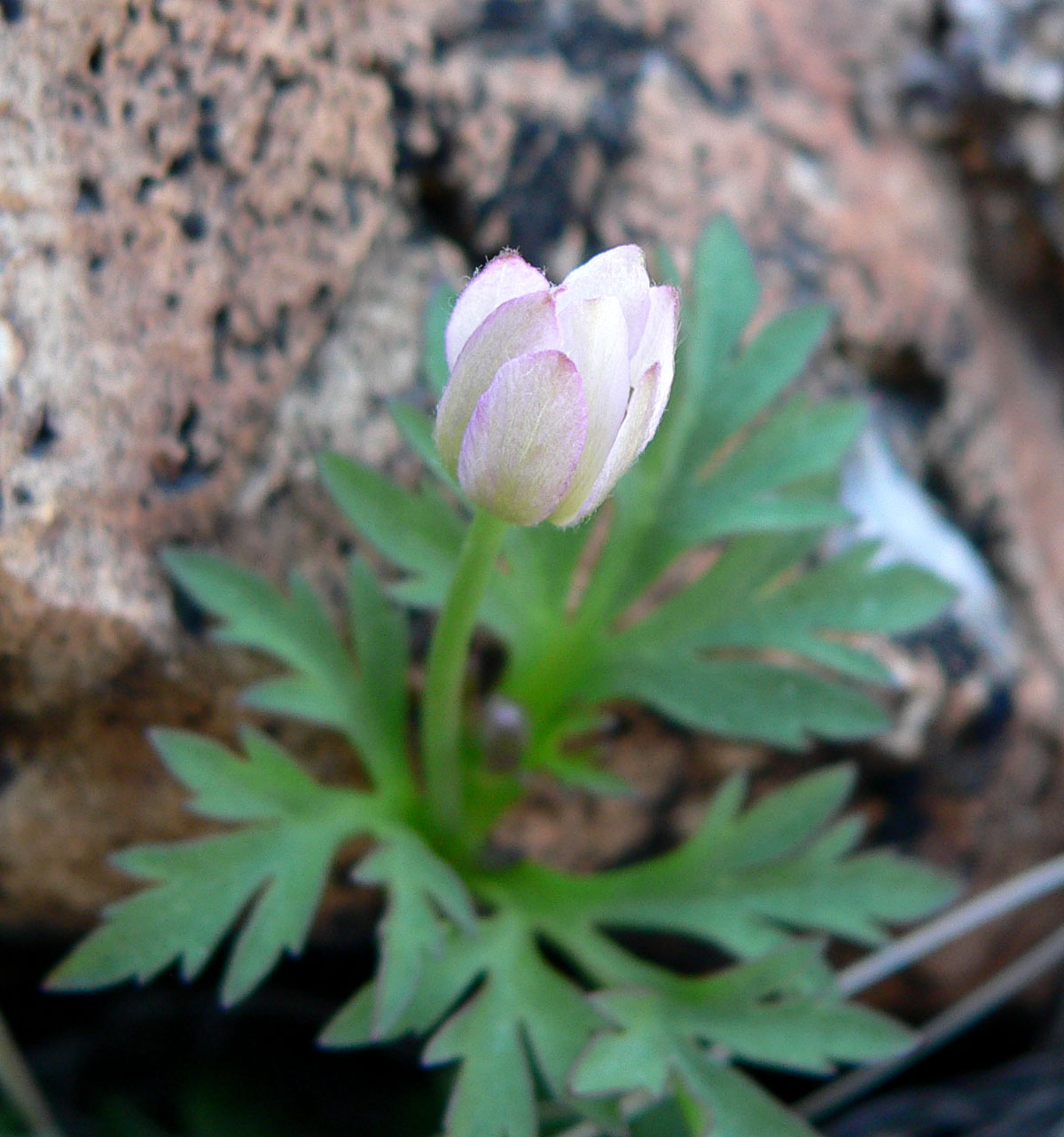
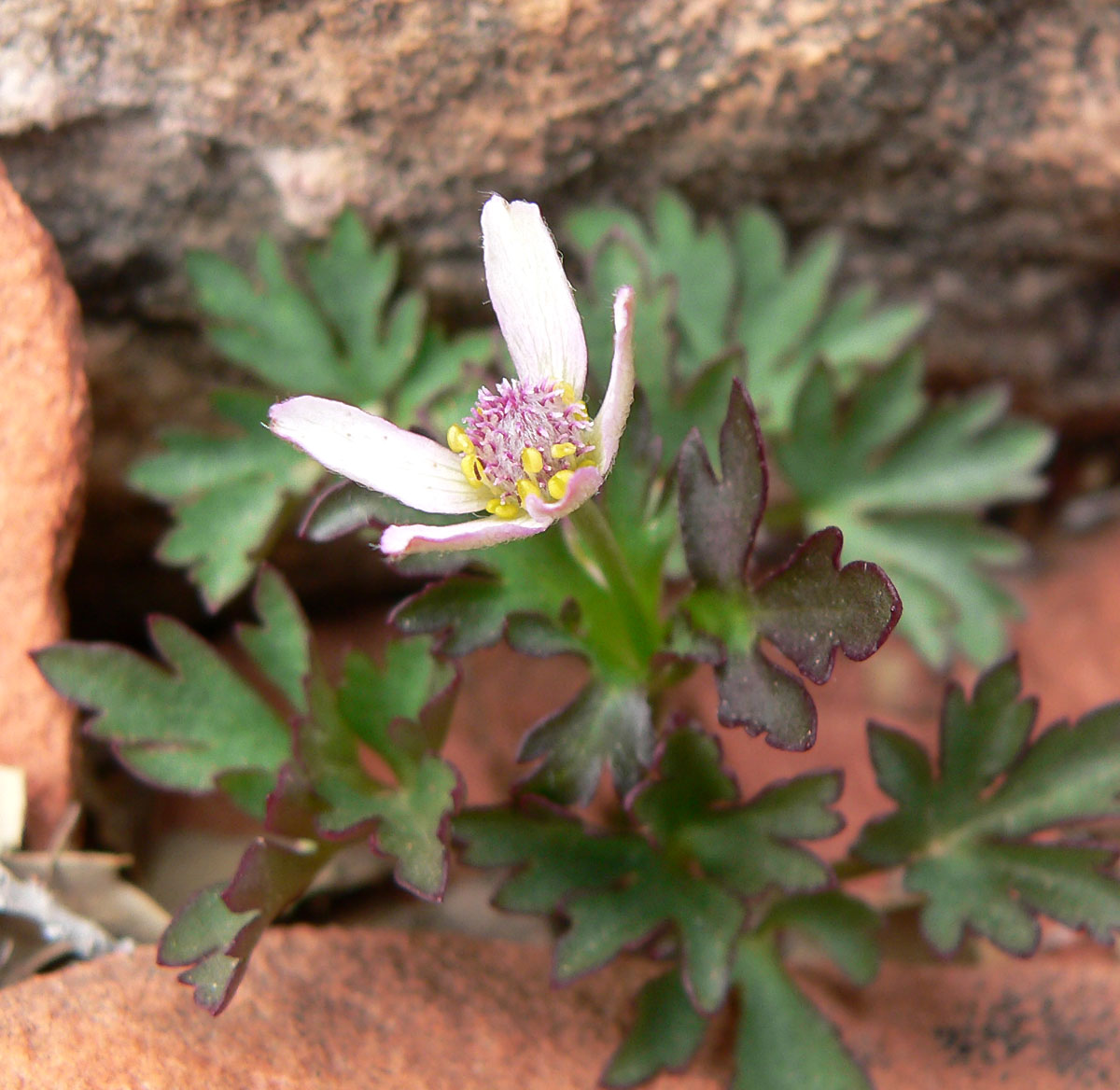
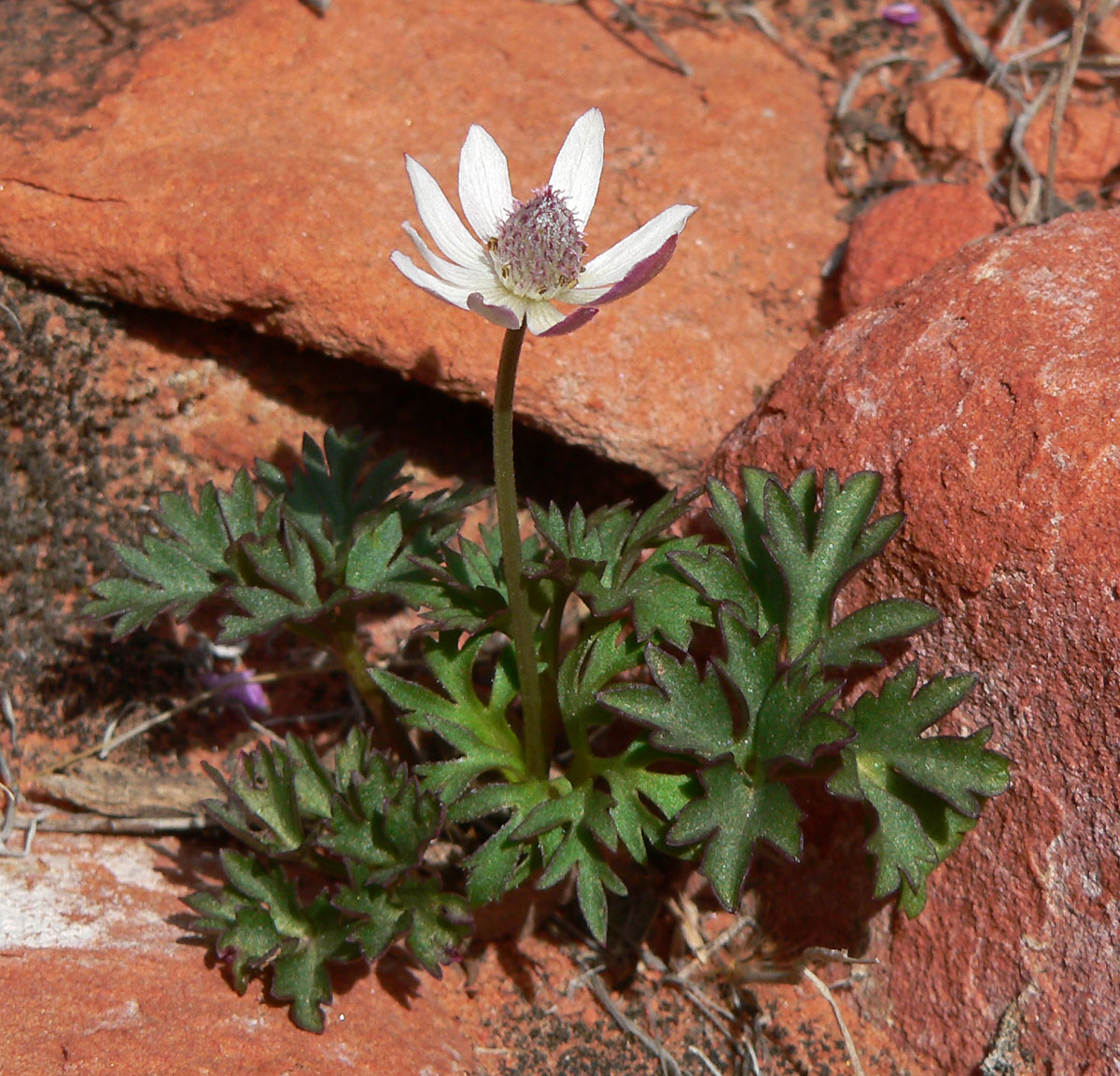